# Julius Philip Benjamin von Rohr
Julius Philip Benjamin von Röhr ( * 1737 - 1793 ), fue un botánico, explorador, de origen prusiano, y recolector botánico, naturalista, médico y acuarelista, al servicio de la Corona danesa, enviando muchas plantas a Europa desde Sudamérica y desde las Indias Occidentales. Recolectó flores masculinas de Myristica fragrans en la Isla de Cayena hacia 1784.
Creó el género Melanthera estrechamente relacionado con Bidens L. 1753,  en 1792, y es comemorado por el género monotípico Rohria (Vahl) Schreb. 1789, nativa de la Guyana Francesa
Von Röhr fue un inmigrante de Dinamarca,  y en 1757 consigue ser inspector municipal de edificaciones y prospector gubernamental de tierras en las Indias Occidentales Danesas, hoy Islas Vírgenes de los Estados Unidos.  La corona danesa también lo comisionó con un estudio de la Histori natural de las islas. Von Röhr inició un Jardín botánico en Christiansted en la isla de St. Croix, haciendo correspondencia con notables científicos naturalistas de Dinamarca y de Europa. En los 1780s estudia el cultivo de algodón en las Antillas, explorando hasta Cayena y Cartagena. Para ese entonces ya tenía el rango de Tte. Coronel.
En los 1790s Dinamarca considerada abolir el tráfico de esclavos por el Atlántico, una medida de la que se esperaba hiciera caer la floreciente industria de las plantaciones de caña de azúcar de las Indias Occidentales Danesas. Von Röhr, que había adquirido considerable experiencia administrativa de la colonia, fue consultado para investigar la factibilidad de establecer plantaciones de agricultura en la vecindad de los viejos fuertes daneses de esclavos de Guinea en las costas de África occidental.
Von Röhr empaca y va a Fort Christiansborg con sus instrumentos de medida y biblioteca, un catálogo de títulos refleja su involucramiento colonial. Su biblioteca incluía libros y periódicos enviados a él desde Inglaterra por Joseph Banks. Viaja vía EE. UU.,  donde es entrevistado por prominentes figuras públicas y naturalistas en Filadelfia y en Nueva York. La misión de Von Röhr finaliza abruptamente cuando la nave que atravesaba de África a Nueva York desaparece en el Atlántico. Otras fuentes, en cambio, afirman que el viaje fue seguro, y que falleció de fiebres, luego de:

"....mi amigo el último Mr. Julius von Röhr, un caballero cuyo deceso es una real pérdida para las Ciencias naturales,  y quizás una irreparable pérdida para los interess de una parte injuriada y oprimida de la humanidad: me refiero a los negros. En el estío de 1793, di mi último adieu al apreciado botánico, y muy amigable señor. Navegó, de Nueva York, por la costa de África, donde contempló el establecimiento de una colonia de negros. Y pocos días de haber partido al continente africano, fallece de una maligna fiebre. Con él, siento, ha partido, uno de los mejores esquemas para la seguridad y felicidad de la emancipación de la niñez aplastada de África. Von Röhr fue otro Howard. En benevolencia y buenos sentimientos, fuh, al menos, igual al gran filántropo y reformador de prisiones inglés. En Ciencia ciertamente, y quizás en la simplicidad de su conducta, y en su fervor inambicioso y entusiasmo, fue superior".     Benjamin Smith Barton - "Collections for an Essay Towards a Materia Medica of the United-States"

## Obra
- Rohr, Julius Philip Benjamin von: Anmerkungen über den Kattunbau : zum Nutzen der dänischen westindischen Colonien

- La abreviatura «Rohr ó J.P.Röhr» se emplea para indicar a Julius Philip Benjamin von Rohr como autoridad en la descripción y clasificación científica de los vegetales.[8][9]